# Cardiodactylus minuta
Cardiodactylus minuta är en insektsart som beskrevs av Bhowmik 1981. Cardiodactylus minuta ingår i släktet Cardiodactylus och familjen syrsor. Inga underarter finns listade i Catalogue of Life.